# Drepanulatrix perpallidaria
Drepanulatrix perpallidaria là một loài bướm đêm trong họ Geometridae.